# Ghanaisch-portugiesische Beziehungen
Die ghanaisch-portugiesischen Beziehungen beschreiben das zwischenstaatliche Verhältnis von Ghana und Portugal. Sie unterhalten seit 1975 direkte diplomatische Beziehungen.
Das heutige Verhältnis gilt als gut, jedoch wenig intensiv. Die Beziehungen gehen auf das 15. Jahrhundert zurück, als die Küste des heutigen Ghanas als Portugiesische Goldküste Teil des portugiesischen Kolonialreichs wurde. Auch das Christentum in Ghana fand in dieser Zeit seinen Anfang.
Im Jahr 2015 waren 137 Staatsbürger Ghanas in Portugal registriert, in Ghana waren 16 Portugiesen im Jahr 2008 konsularisch gemeldet.

## Geschichte

### Bis zum 19. Jahrhundert

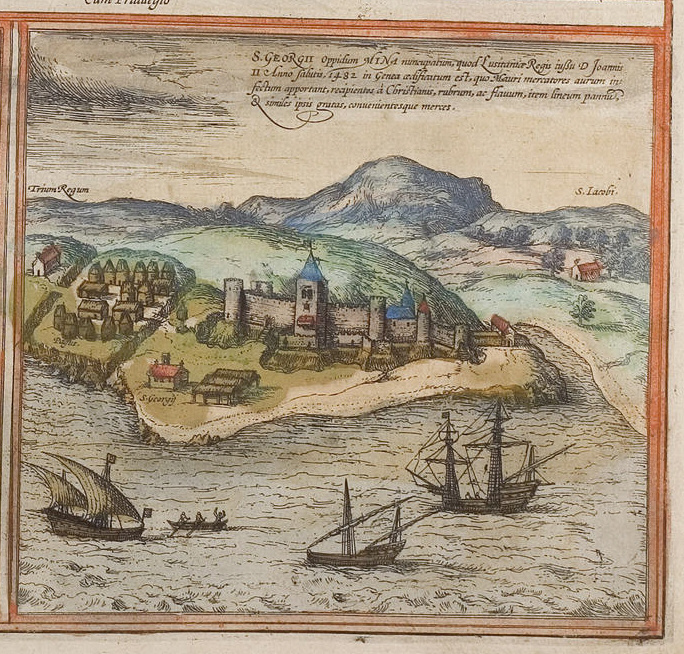
Elmina im Jahr 1572, Zeichnung von Georg Braun

Mitte des 15. Jahrhunderts erforschten die portugiesischen Seefahrer João de Santarém und Pêro Escobar den Golf von Guinea.
Diogo de Azambuja errichtete mit Erlaubnis der lokalen Herrscher 1482 mit dem Fort São Jorge da Mina in Elmina die erste europäische Festung im Afrika südlich der Sahara. Bis zur Eroberung durch die Niederländer 1637 blieb Elmina das Zentrum der portugiesischen Besitzungen an der Goldküste, dem heutigen Ghana. Die Portugiesen errichteten weitere Festungen, insbesondere Forte São Antonio und Forte São Sebastião, über die sie danach auch in den Sklavenhandel mit den lokalen Händlern einstiegen.
Im 16. und besonders im 17. Jahrhundert errichteten eine Reihe weiterer europäischer Mächte Handelsstützpunkte und Festungen an der Goldküste, darunter Brandenburg-Preußen, Schweden, Dänemark, England und die Niederlande, während das Hinterland durch das aufsteigende Aschantireich kontrolliert wurde. Die Portugiesische Goldküste kam im weiteren Verlauf immer weiter unter niederländische Herrschaft, bis 1642 mit dem Forte São Antonio in Axim die letzte portugiesische Besitzung im heutigen Ghana an die Niederländer fiel.
Im 19. Jahrhundert übernahmen schließlich die Briten vollends die Kontrolle und die Portugiesen blieben endgültig auf andere Gebiete der Region zurückgedrängt, etwa das heutige Guinea-Bissau oder Inseln wie Annobón und São Tomé.

### Seit dem 20. Jahrhundert
Am 6. März 1957 wurde Ghana als erste ehemalige Kolonie Schwarzafrikas unabhängig. Es folgte eine Vielzahl weiterer afrikanischer Länder, während die koloniale und autoritäre Salazar-Diktatur in Portugal weiter an ihren „Überseeprovinzen“ festhielt. Insbesondere der Portugiesische Kolonialkrieg ab 1961 führte danach zu angespannten Beziehungen zu den neuen afrikanischen Staaten.

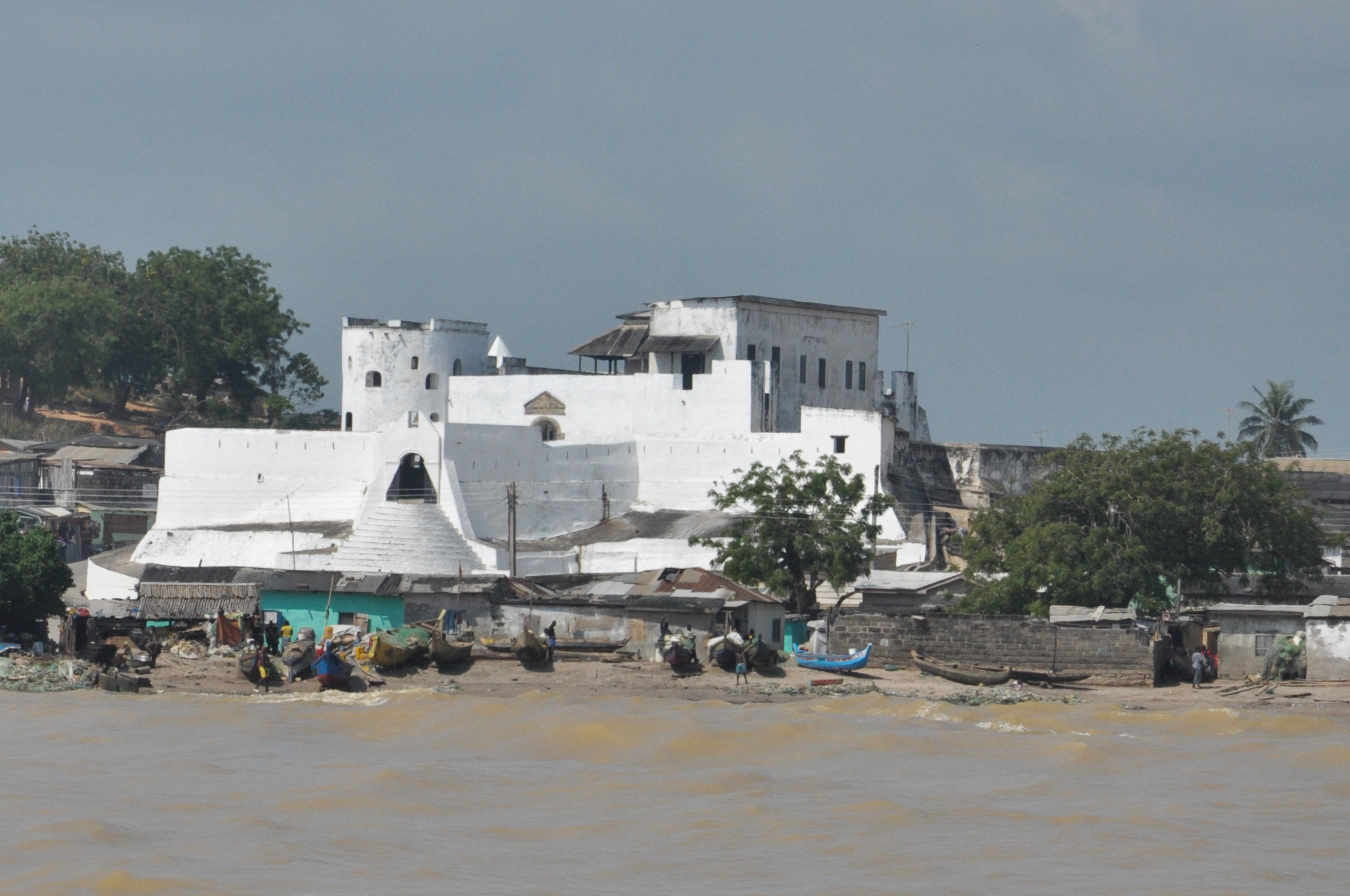
Die Festung Forte São Sebastião im Jahr 2011

Die portugiesische Nelkenrevolution am 25. April 1974 beendete schließlich das Estado Novo-Regime. In der Folge stellte das nunmehr demokratische Portugal den Kolonialkrieg ein, entließ seine afrikanischen Territorien in die Unabhängigkeit und stellte seine internationalen Beziehungen auf eine neue Grundlage. Insbesondere strebte das neue, progressive Portugal dabei partnerschaftliche Beziehungen zu einer Vielzahl afrikanischer Staaten an.
In dem Zusammenhang begannen auch Ghana und Portugal am 27. Mai 1975 ihre direkten diplomatischen Beziehungen. João de Matos Proença, Portugals Vertreter in Nigeria, akkreditierte sich am 5. August 1977 als erster Botschafter Portugals in Ghana. Engere Beziehungen Portugals entstanden danach jedoch vor allem zu seinen ehemaligen Kolonien und einigen weiteren Staaten, etwa der Senegal, während sich zum eher angelsächsisch eingebundenen Ghana kein intensiveres Verhältnis entwickelte, das zudem von 1972 bis 1979 unter der Militärregierung von Ignatius Kutu Acheampong und von 1979 bis 2001 unter der autoritären Regierung des Offiziers Jerry Rawlings stand.
Gegenseitige Botschaften eröffneten beide Länder seither noch nicht (Stand April 2017).

## Diplomatie
Portugal unterhält keine eigene Botschaft in Ghana, zuständig ist die portugiesische Vertretung in der nigerianischen Hauptstadt Abuja. Ein Honorarkonsulat Portugals ist in Ghanas Hauptstadt Accra eingerichtet.
Auch Ghana hat keine eigene Botschaft in Portugal eingerichtet, zuständig ist die Vertretung Ghanas in Spanien oder Frankreich. Auch Konsulate Ghanas sind in Portugal keine geöffnet.

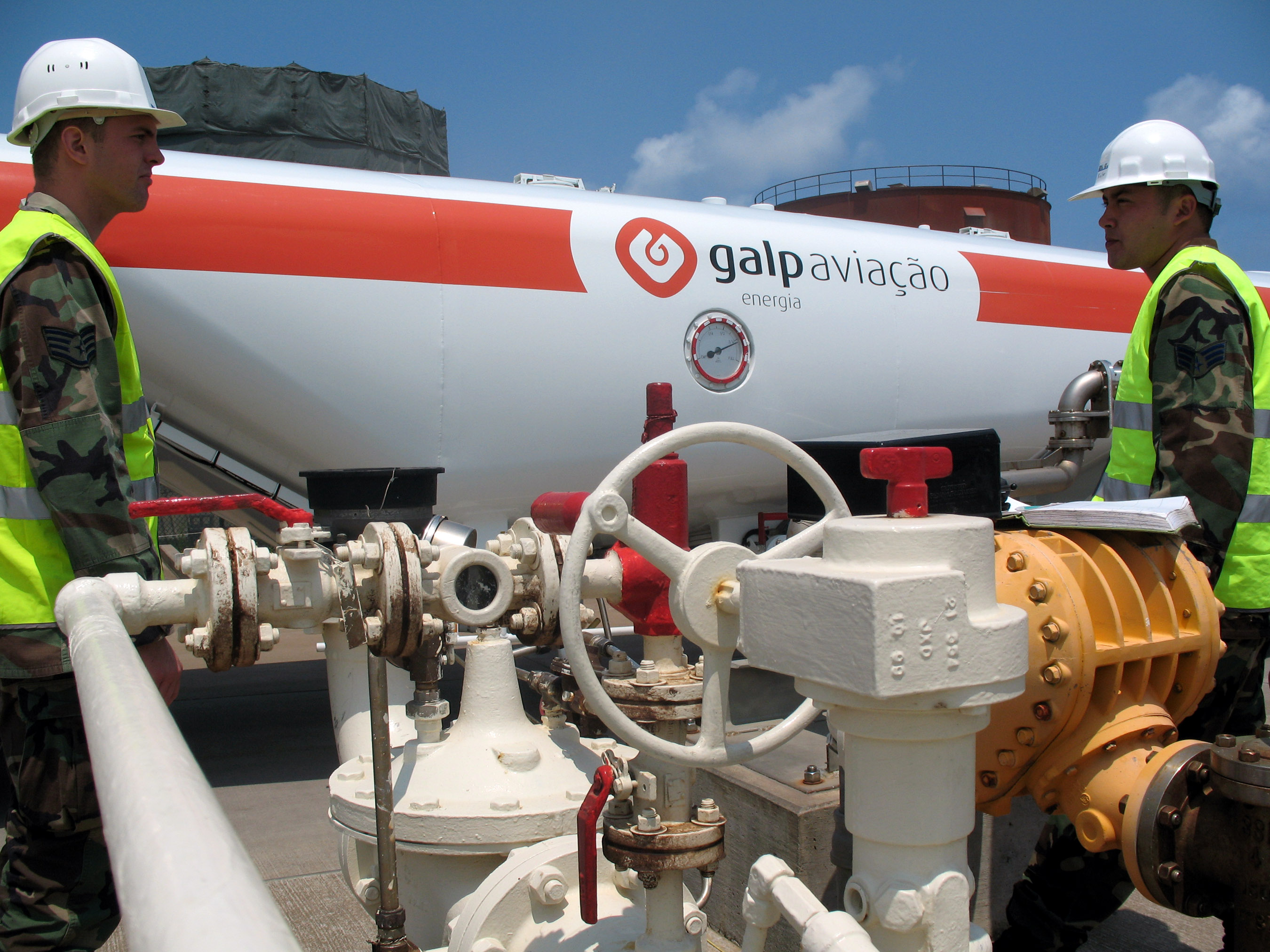
Tankwagen der portugiesischen Galp an der Lajes Air Base: Treibstoffe sind das wichtigste Handelsgut zwischen Ghana und Portugal

## Wirtschaft
Die portugiesische Außenhandelskammer AICEP unterhält kein eigenes Büro in Ghana, zuständig ist die AICEP-Niederlassung in Nigeria.
Im Jahr 2016 exportierte Portugal Waren im Wert von 37,9 Mio. Euro nach Ghana (2015: 25,1 Mio.; 2014: 23,9 Mio.; 2013: 22,6 Mio.; 2012: 12,0 Mio.), davon 25,1 % Treibstoffe, 22,1 % Minerale und Erze (besonders Baustoffe), 13,2 % Maschinen und Geräte und 8,7 % Papier und Zellulosepaste.
Im gleichen Zeitraum lieferte Ghana Waren im Wert von 59,1 Mio. Euro an Portugal (2015: 142,9 Mio.; 2014: 128,6 Mio.; 2013: 261,2 Mio.; 2012: 6,8 Mio.), davon 85,2 % Treibstoffe, 12,5 % landwirtschaftliche Erzeugnisse, 1,3 % Nahrungsmittel und 0,3 % Holz.
Damit stand Ghana für den portugiesischen Außenhandel an 57. Stelle als Abnehmer und an 56. Stelle als Lieferant. Im ghanaischen Außenhandel rangierte Portugal an 16. Stelle unter den Abnehmern und an 43. Stelle unter den Lieferanten.

Mannschaftsaufstellungen zum Länderspiel Ghana-Portugal am 26. Juni 2014 bei der WM 2014 in Brasilien

## Sport

### Fußball
Fußball ist in beiden Ländern die populärste Sportart.
Die Ghanaische Fußballnationalmannschaft und die Portugiesische Nationalelf trafen bisher zweimal aufeinander (Stand 25. November 2022). Bei der WM 2014 gewann Portugal am 26. Juni 2014 im Nationalstadion von Brasilia mit 2:1, ihre zweite Begegnung fand am 24. November 2022 bei der WM 2022 im Stadium 974 in der katarischen Hauptstadt Doha statt und endete mit 3:2 für Portugal.
2004 war der Portugiese Mariano Barreto Nationaltrainer Ghanas.
Gelegentlich spielen Fußballspieler aus Ghana auch für portugiesische Vereine, darunter David Addy, Augustine Ahinful, Christian Atsu, Kwame Ayew, Kwame Nsor, Samuel Inkoom, Haminu Dramani, Moses Sakyi, Sulley Muniru, Emmanuel Oti, Abdul Mumin, Kim Grant, Jungnationalspieler Philomon Baffour und der Torhüter Razak Brimah. Kelvin Boateng begann seine Profilaufbahn beim portugiesischen Klub Desportivo Aves, und Ghanas Nationalspieler Bernard Mensah seine beim Vitória Guimarães, in dessen B-Mannschaft Maxwell Woledzi ein Jahr spielte.
Der in Ghana geborene Asumah Abubakar hat die Staatsangehörigkeit Portugals, wo sein Vater seit längerer Zeit lebt. Abubakar gab sein Debüt in der Portugiesischen U-19-Nationalmannschaft, als er bei der U-19-Fußball-Europameisterschaft 2016 beim 4:3-Sieg der Portugiesen gegen Gastgeber Deutschland ein Tor schoss.
Die ghanaische und die portugiesische Frauen-Nationalmannschaft spielten bisher noch nicht gegeneinander (Stand November 2022).

### Andere
Die ghanaische Sprinterin Philomena Mensah erreichte noch als Juniorin den 3. Platz über 100 Meter bei den Leichtathletik-Juniorenweltmeisterschaften 1994 in Lissabon.